# Long Jia
Long Jia (chiń. 龍嘉; ur. 29 sierpnia 1998) – chińska zapaśniczka walcząca w stylu wolnym. Olimpijka z Tokio 2020, gdzie zajęła dziewiąte miejsce w kategorii 62 kg. 
Mistrzyni świata w 2024 i druga w 2022. Piąta na igrzyskach azjatyckich w 2022. Złota medalistka mistrzostw Azji w 2023. Druga w Pucharze Świata w 2022 roku.